# Lúčnica nad Žitavou
Lúčnica nad Žitavou é um município da Eslováquia, situado no distrito de Nitra, na região de Nitra. Tem 12,1 km² de área e sua população em 2018 foi estimada em 920 habitantes.

## Demografia
| Ano:        | 1994 | 2004   | 2014   | 2024   |
| ----------- | ---- | ------ | ------ | ------ |
| Broj ljudi: | 951  | 911    | 917    | 985    |
| Razlika:    |      | -4,20% | +0,65% | +7,41% |

| Ano:               | 2023 | 2024   |
| ------------------ | ---- | ------ |
| Número de pessoas: | 986  | 985    |
| Diferença:         |      | -0,10% |